# Bygdsiljum
Bygdsiljum är en tätort i Skellefteå kommun, belägen vid Bygdeträskets utlopp i Rickleån.

## Befolkningsutveckling
| Befolkningsutvecklingen i Bygdsiljum 1960–2020 | Befolkningsutvecklingen i Bygdsiljum 1960–2020 | Befolkningsutvecklingen i Bygdsiljum 1960–2020 | Befolkningsutvecklingen i Bygdsiljum 1960–2020 | Befolkningsutvecklingen i Bygdsiljum 1960–2020 |
| ---------------------------------------------- | ---------------------------------------------- | ---------------------------------------------- | ---------------------------------------------- | ---------------------------------------------- |
|                                                |                                                |                                                |                                                |                                                |
| År                                             |                                                |                                                | Folkmängd                                      | Areal (ha)                                     |
| 1960                                           | 1960                                           |                                                | 276                                            |                                                |
| 1965                                           | 1965                                           |                                                | 255                                            |                                                |
| 1970                                           | 1970                                           |                                                | 275                                            |                                                |
| 1975                                           | 1975                                           |                                                | 314                                            |                                                |
| 1980                                           | 1980                                           |                                                | 377                                            |                                                |
| 1990                                           | 1990                                           |                                                | 412                                            | 102                                            |
| 1995                                           | 1995                                           |                                                | 396                                            | 102                                            |
| 2000                                           | 2000                                           |                                                | 368                                            | 104                                            |
| 2005                                           | 2005                                           |                                                | 370                                            | 104                                            |
| 2010                                           | 2010                                           |                                                | 357                                            | 104                                            |
| 2015                                           | 2015                                           |                                                | 333                                            | 97                                             |
| 2020                                           | 2020                                           |                                                | 312                                            | 154                                            |
|                                                |                                                |                                                |                                                |                                                |

## Samhället
I byn ligger Bygdsiljumbacken där man på vintrarna kan åka slalom och snowboard och på somrarna downhill  Här finns även Westmans Café & Bar grundat 1929. Bygdsiljums kyrka ligger i orten.
Det finns ICA butik samt skola och förskola. En aktiv fotbollsplan.
Camping och lägenheter bedrivs av Bygdsiljum utveckling.

## Näringsliv

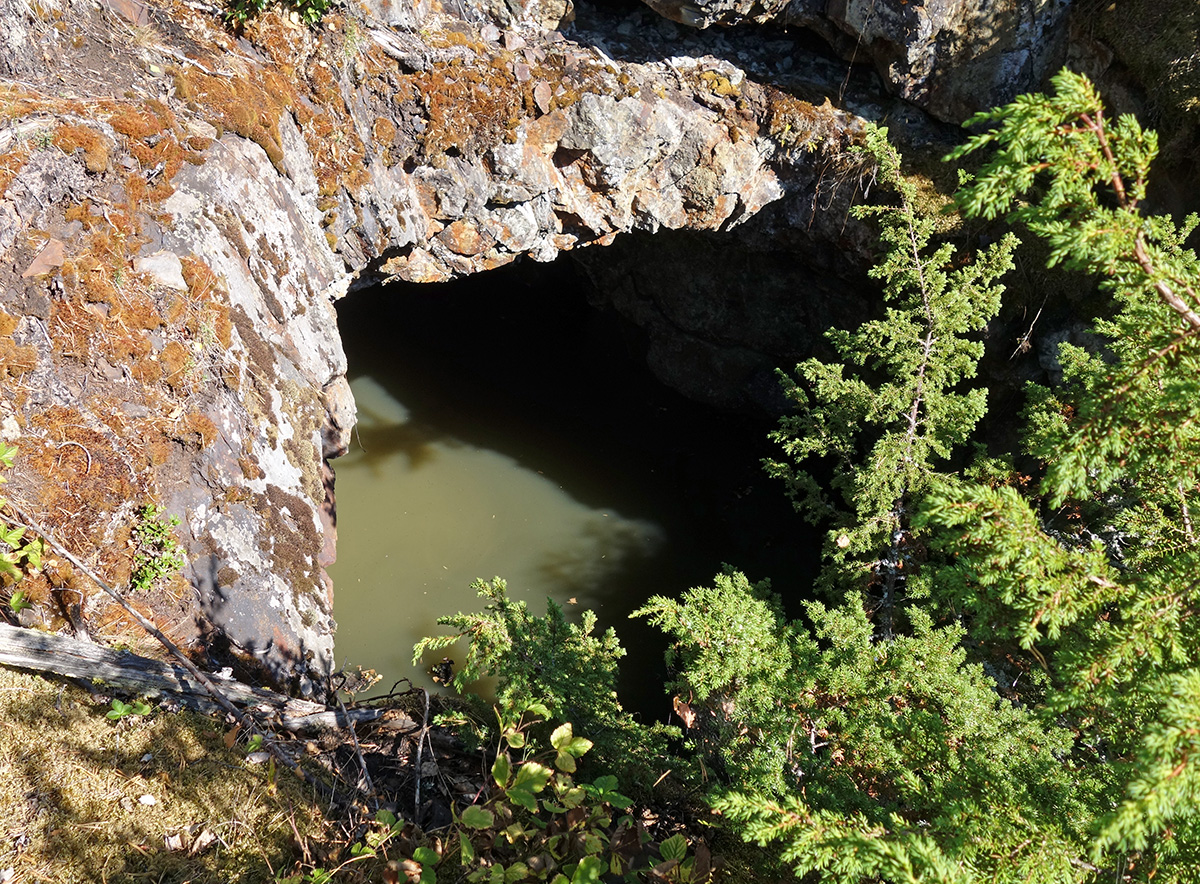
Gruvhål från den före detta järnmalmsbrytningen på Gruvberget i Bygdsiljum.

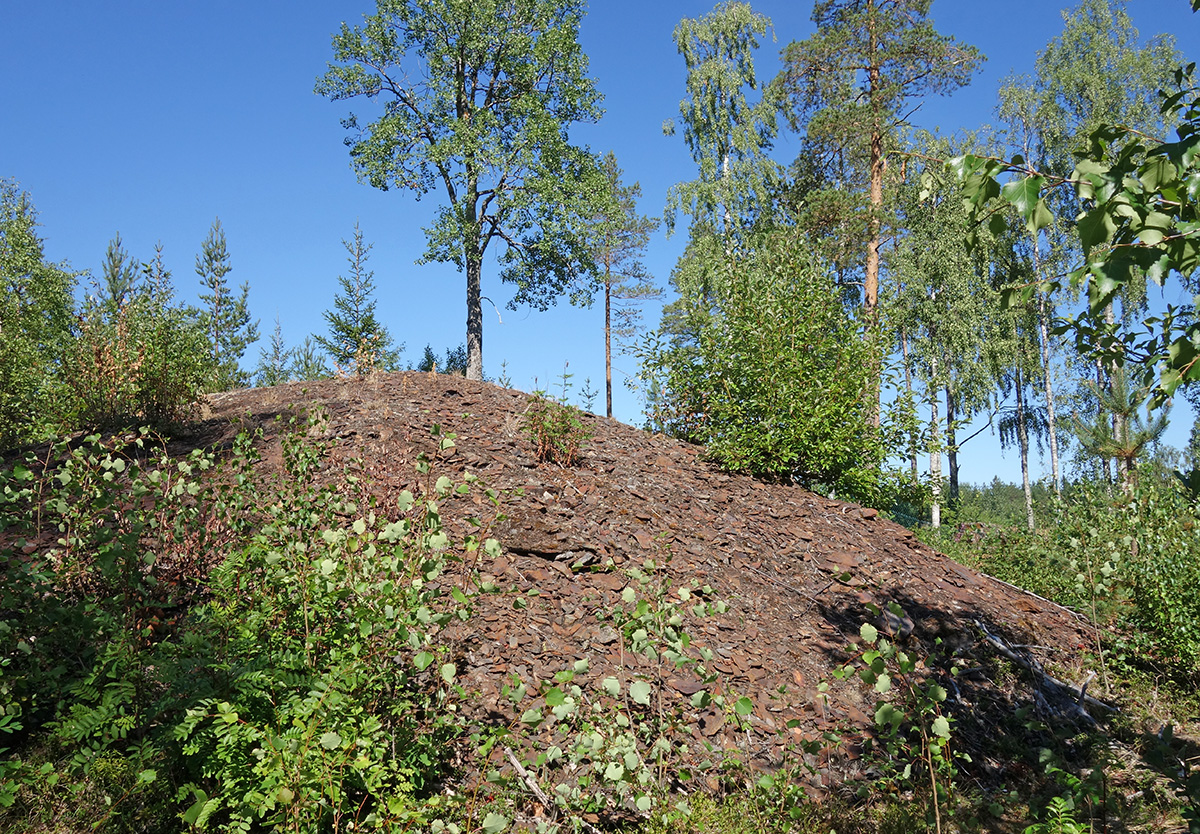
Slaggvarp på Gruvberget i Bygdsiljum.

Tillgången på arbetstillfällen är bättre här än på många andra liknande orter till följd av den industri som finns etablerad här. I Bygdsiljum fanns landskapets första bergs- och järnbruk, anlagt 1637, vilket satte igång den västerbottniska bruksindustrin, som till skillnad från de flesta bruken under en tid ägdes av byns bönder. Numera är träförädling den största industrin, och många av byns boende arbetar på Martinsons som anställer omkring 450 personer.
Bygdsiljum Utveckling är ett företag som ägs av privatpersoner och företag i trakten. Det använder en påfågel som logo.
I Bygdsiljum finns företag som bland annat Martinsons, Umesläp, Norrlandsvagnar, Bygdsiljum utveckling, Westmans Café och bar, Johanssons Åkeri, Siljum mekan etc. En drivande by med fler arbetstillfällen än invånare

## Personer med anknytning till orten
- Fred Gunnarsson, skådespelare
- Bengt Göran Staaf, musikprofil